# 埃斯彭·比约恩斯塔
埃斯彭·比约恩斯塔（挪威語：Espen Bjørnstad，1993年12月26日—），挪威男子北欧两项运动员。他曾代表挪威参加2022年冬季奥林匹克运动会北欧两项比赛，获得团体高跳台/4×5公里接力金牌。